# Kiyoshi Okuma
Kiyoshi Okuma (født 21. juni 1964) er en tidligere japansk fodboldspiller og træner.
Han har spillet for flere forskellige klubber i sin karriere, herunder Tokyo Gas.
Han har tidligere trænet FC Tokyo, Omiya Ardija og Cerezo Osaka.